# Chiesa di Santa Maria (Badia Tedalda)
La chiesa di Santa Maria è un edificio sacro che si trova a Rofelle, nel comune di Badia Tedalda, in provincia di Arezzo e diocesi di Arezzo-Cortona-Sansepolcro.

## Storia e descrizione
La chiesa sorse in relazione al castello di Rofelle, documentato fin dal XII secolo e assoggettato all'abbazia di San Michele Arcangelo dei Tedaldi, presso cui esisteva un ospedale per i lebbrosi. Il castello, ribellatosi al potere feudale della Badia, fu distrutto nel 1264 e nel 1358, quando era già divenuto in possesso dei Della Faggiola.
La chiesa nelle linee attuali è il risultato di successive fasi d'intervento che ne hanno determinato la singolare configurazione in cui emerge il volume del presbiterio. Alla facciata, cui è addossato un portichetto datato 1890, si affianca l'edificio a due piani che ospitava il romitorio dei Servi di Maria.
Dalle origini al 1520 ha fatto parte della diocesi di Città di Castello; nel 1520 è passata alla diocesi di Sansepolcro.
Il campanile a vela è datato 1875.